# Martin Darting
Martin Darting (* 19. Januar 1961 in Bad Dürkheim) ist ein deutscher Winzer, Wein- und Sensorikexperte, Synästhetiker, Autor und Sommelierausbilder aus Wachenheim an der Weinstraße.

## Leben
Darting wurde in eine pfälzische Winzerfamilie geboren. Nach seiner regulären Schulausbildung begann er beim Weingut Müller-Catoir eine Ausbildung zum Winzer. Sensorik-Erfahrungen mit geschmacks- und geruchsgestörten Menschen sammelte er anschließend während seiner zweiten Ausbildung zum Krankenpfleger. Darting beschäftigte sich anschließend intensiv mit der Sensorik und machte sich 1991 mit seiner selbstbegründeten Sensoanalyse selbständig. Von 2000 bis 2006 hatte er in seiner Heimatstadt eine Vinothek. Seitdem arbeitet er ausschließlich als Dozent im Seminar- und Ausbildungsbereich für Sensorik mit den Arbeitsschwerpunkten Sensorik (Lebensmittelprüfung), Sensoanalyse, Food-Pairing und Kommunikation, Wortbedeutung und Reproduktion, Produktbeschreibung, Kellerwirtschaft, Weinbau, Ökologie/Klimawandel/Terroir. Zudem war er bis 2009 Mitorganisator des BioWeinpreises der BIOFACH-Messe in Nürnberg sowie einiger weiterer Wettbewerbspreise. Er entwickelte das PAR-System (Produkt Analyse Ranking): ein einheitliches, internationales Verkostungsschema. Darting hat für die Firma Schott-Zwiesel im Auftrag der Deutschen Wein- und Sommelierschule (DWS) Degustationsgläser entwickelt.
Martin Darting lebt in Wachenheim, ist verheiratet und hat drei Kinder.

## Veröffentlichungen
- Das sensorische Weinbild – Geschmack finden mit Bildern, Ulmer-Verlag, 2013, ISBN 978-3-8001-7865-0.
- Sensorik für Praktiker und Genießer, Ulmer-Verlag, Stuttgart 2009. ISBN 978-3-8001-5961-1.
- Der Geschmack des Weines Filmproduktion als Doppel-DVD in 5 Sprachen, Tricast, Wuppertal[6]
- verschiedene Fachartikel in mehreren Zeitschriften wie zum Beispiel „Selection“.